# Мистасини
Езеро Мистасини (на френски: Lac Mistassini) е най-голямото езеро в провинция Квебек. Площта му, заедно с островите в него е 2335 км2, която му отрежда 20-о място сред езерата на Канада. Площта само на водното огледало без островите е 2164 км2. Надморската височина на водата е 372 м.

## География
Езерото се намира в централната част на провинцията, на около 360 км източно от залива Джеймс (южната част на Хъдсъновия залив) и на около 520 км северно от Монреал. Мистасини представлява огромна дъга, простиращасе от юг-югозапад на север-североизток на разстояние от 161 км, а ширината му е 19 км. Максимална дълбочина 183 м. Обем на водната маса 150 км3.
Бреговата линия с дължина 1295 км е силно разчленена от многочислени по-големи и по-малки заливи, обособени главно в южната част като отделни водни басейни, свързани с основното езеро с тесни протоци, полуострови и острови. По цялата дължина на езерото, почти по средата преминава гирлянда от острови (Манитоуноук, Мария-Виктория, Дублон, Лемон и др.), които разделят цялото езеро на две обособени отделни части. Площта на всичките острови е 171 км2.
В езерото се вливат множество реки – Шалифор, Пепешкюасати, Такуа, Темисками и др., а изтича само една – Рупърт, която се влива в залива Джеймс. Площта на водосборния му басейн е 18 100 км2.
От ноември до юни езерото е покрито с дебела ледена кора. На южното му крайбрежие се намира единственото селище по бреговете му – Бе дю Пост (Пост Мистасини).
Бреговете на Мистасини са покрити с гъсти гори, съставени главно от смърч, бяла бреза, топола, лиственица и ела. Районите около езерото дълги години са били център на лов на животни с ценна кожа, поради което популацията на лисиците, видрите, рисовете, норките и бобрите съществено се е съкратила. В крайбрежните гори елените карибу са били практически изтребени, но американските лосове все още се срещат на големи стада. Във водите на езерото се въдят множество видове риба: щука, сива и езерна пъстърва и други пресноводни видове. През последните години районът на езерото става известен, като един от районите на Канада с интензивно отглеждане на синя боровинка.

## Откриване и изследване
Съществуването на езерото е известно на франските заселници дълго време преди то да бъде открито. Още през 1603 г. френският изследовател Самюел дьо Шамплен го споменава в своите описания на Канада и го нанася на картите си.
Официално езерото е открито през 1663 г. от Гийом дьо Кутюр, който възглавява експедиция с 44 индиански канута, която се изкачва по река Сагеней, преминава през езерото Сен Жан, достига до езерото Мистасини и по река Рупърт се спуска до Хъдсъновия залив.
През 1672 г. друг известен френски изследовател на Канада Шарл Албанел, възглавява официална правителствена експедиция, която повтаря маршрута на Гийом дьо Кутюр и на 18 юни 1672 г. основава търговски пункт (фактория) за изкупуване на ценни животински кожи на брега на езерото. Местоположението на факторията няколко пъти е било сменяно, докато през 1821 г. окончателно се установява на южното крайбрежие – Бе дю Пост (Пост Мистасини) (50°25′06″ с. ш. 73°52′26″ з. д. / 50.418333° с. ш. 73.873889° з. д.).
Бреговете на езерото и островите в него за първи път са детайлно заснети, проучени и картирани през 1880-те години от канадския топограф Албърт Питър Лоу.

## Етимология
Названието на езерото произхожда от „миста асини“, което на езика на местните индианци кри означава „голям камък“, поради големия камък с височина над 3 м извисяващ се от водите на езерото в близост до изтичането на река Рупърт от него.
През вековете, названието на езерото претърпява различно изписване. На първата официална карта на Канада от 1664 г. то е изписано като Outakgami, а на по-следващите карти от 1684, 1685 и 1688 г. – като Timagaming. През 1703 г. картографът Гийом дьо Лисл използва същото име, заедно с името Mistasin. На картите издадени през 1731 и 1744 езерото е вече само с едно название Mistassins, до края на века това название е изписвано по няколко варианта – Mistacinnee, Mistacsinney, Mistasinne, Mistasinia и др.
На издадената през 1808 г. карта от Джеймс Маккензи на владенията на „Северозападната компания“ езерото е изписано вече със сегашната си форма Mistassini и остава на следващите карти под това си име.